# Mentőtiszt

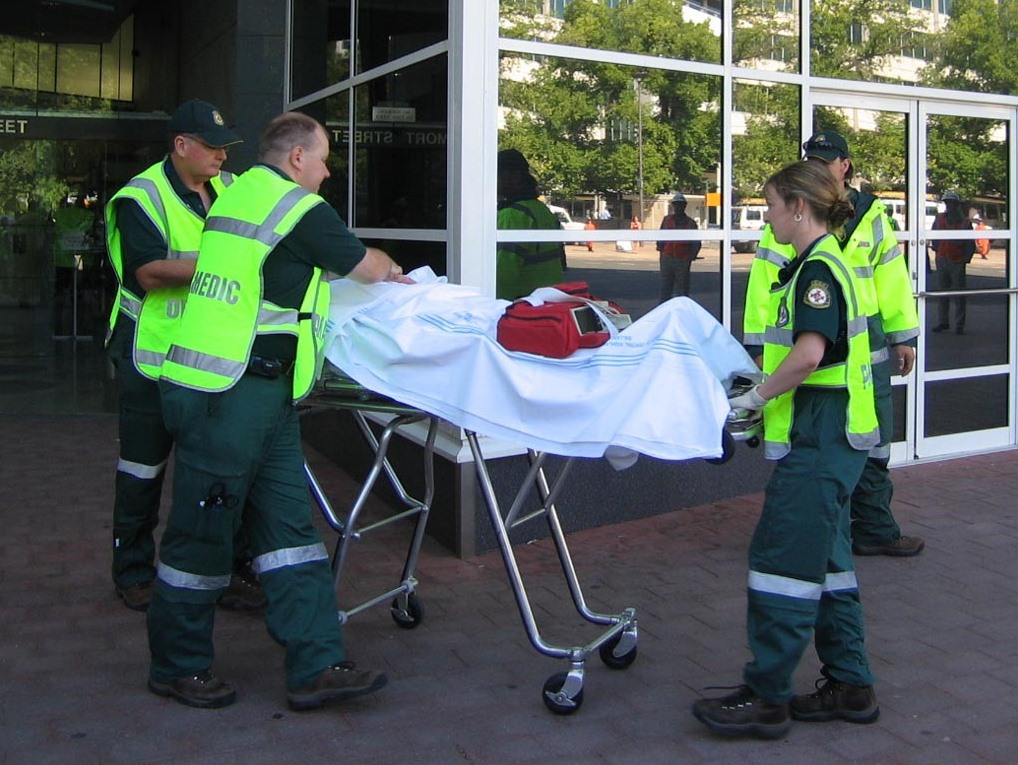
Paramedikus Ausztráliában egy 2006-os gyakorlat közben

A mentőtiszt Magyarországon felsőfokú végzettségű egészségügyi szakdolgozó, aki kompetenciáján belül  beavatkozások elvégzésére jogosult a sürgősségi betegellátás keretén belül. Az esetkocsin / mentőtiszti kocsin ő az egység vezetője a mentésnek és a mentésben résztvevő egészségügyi dolgozóknak. 
Jelenleg a legmagasabb beavatkozási kompetenciát nyújtja a nem orvosi végzettségű egészségügyi szakdolgozók körében.
A szakemberek döntő többsége mentőszolgálatoknál dolgoznak (Országos Mentőszolgálat, magán mentőszolgálatok).  
A munkájukat végezhetik: esetkocsin (ESET) egységvezetőként. A mentésirányítás feladataiban is részt vehetnek az irányító csoportokban. Továbbá szolgálatot láthatnak el mentőmotoron, mentőhajón, mentőtiszti kocsin (MTK), légimentő járművön. Továbbá a kórházak sürgősségi betegellátó osztályain (SBO) dolgoznak. Vannak, akik oktatási tevékenységet végeznek egészségügyi szakdolgozóknak, elsősegélynyújtási ismereteket oktatnak.

## A mentőtisztek képzése Magyarországon
Mentőtiszteket jelenleg négy    egyetemen képeznek Magyarországon:
- Semmelweis Egyetem: Budapest
- Debreceni Egyetem: Debrecen, Nyíregyháza
- Pécsi Tudományegyetem: Pécs, Szombathely
- Szegedi Tudományegyetem: Szeged

A képzés 8 féléves, nappali és levelező munkarendben. A végzett hallgató BSC fokozatú diplomát szereznek. Lehetőség van  mesterképzés elvégzésére is MSC Ápoló sürgősségi szakirány specializációval. 
Feladatai
A mentőtiszt feladatai Magyarországon:
A mentőápolóval és a gépkocsi vezetőjével együtt kivonulás a beteg vagy sérült személyhez esetkocsin. A helyszíni ellátás keretében önállóan végzi, elsődleges feladata a  beteg épségének megőrzése, vizsgálata, gyógyszerelése, egészségi állapotának és helyzetének fixálása, a gyógyintézetbe szállításig. A mentésirányítást végezni. Szükség esetén több mentőegységet hívni a baleset helyszínére tömeges baleset esetén.
A betegellátó Team, a saját és a beteg épségéért ő felel.
a sürgősségi betegellátás körülményei között szükségessé váló orvosi beavatkozások szakszerű és biztonságos ellátása (pl. légútbiztosítás, újraélesztés, vérzéscsillapítás, sebellátás, immobilizáció, gyomormosás, szülés levezetése).
Mentőtiszt kompetenciái:
Felelősség vállalása: Felméri, és felismeri a környezeti veszélyforrásokat, azoktól a beteget, önmagát és a betegellátó-team tagjait védi, az őt érő hatásokat minimalizálja.
Oktatás: Elsősegélynyújtás oktatására, mentőápolók és mentő-gépkocsivezetők képzésében és továbbképzésében való részvételre, továbbá alkalmas oktatási intézményekben folyó elsősegélynyújtó tanfolyamok tartására.
A beteg osztályozása: a betegekkel kapcsolatos, szakmai protokollokban meghatározott triázstevékenységre.
Diagnosztizál: Eszközös (így az invazív, laboratóriumi és képalkotó vizsgálatok) indikációs körét felállítja, szakszerűen kivitelezi vagy elvégezteti azokat, a vizsgálatok leleteit önállóan értékeli és értelmezi, az eredményeket szintetizálja. Sürgősségi csoportdiagnózis/beteg diagnózis megállapítása. A beavatkozásai sikertelenségnek, a sürgősségi ellátás jellegzetességéből fakadó korlátainak felismerését követően önálló döntés keretében választ egyéb, rendelkezésére álló betegellátási alternatívák közül.
A határait felismeri: Felismerve kórismealkotó lehetőségeinek vagy képességeinek korlátait, szakmai felettesével, orvossal vagy szakorvossal – együttműködés keretében – konzultál, a konzultáció eredményét értelmezi és végrehajtja.
Baleset esetén: Képes tömeges balesetek és megbetegedések, illetve katasztrófa helyszínén a kompetenciájába tartozó mentő és szervezési feladatok ellátására.
Mérgezés esetén: Képes a mérgezett beteg ellátásának megkezdésére, a biztonságos betegellátási környezet megteremtésére, a dekontamináció megkezdésére és a beteg definitív ellátásának megszervezésére.
A halál megállapítása: Halálmegállapítást végez, felismeri a természetes és a rendkívüli halál körülményeit, szükség esetén további intézkedéseket kezdeményez. Magyarországon egyedül az orvos (általános orvos, higiénikus orvos), fogorvos, mentőtiszt állapíthatja meg hivatalosan az emberi halál beálltát.
A légút szabaddá tétele: A légút átjárhatóságát műfogásokkal és segédeszközzel biztosítja és fenntartja, a légzést asszisztált módon támogatja, vagy kontrollált módon pótolja, önállóan megválasztja a megfelelő lélegeztetési módot. Meghatározott szintű procedurális szedálást, illetve szükség esetén emelt szintű légútbiztosítást végez a mindenkori érvényes protokollok mentén. Életveszély elhárítása, illetve kialakulásának megakadályozása érdekében a mellüreg és a szívburok detenzionálását elvégzi, mellüregi drenázst és thorakosztómiát végez.
Szívprobléma esetén: Szívritmuszavart felismer és elhárít gyógyszeres, elektromos beavatkozással (kardioverzió, defibrilláció), indokolt esetben a spontán ingerképzést transztorakális non-invazív pacemaker segítségével pótolja, önállóan felismeri a kardiológiai intervenciós lehetőségek indikációit, az azokkal kapcsolatos betegútszervezési feladatokat ellátja, a beteg definitív ellátását végző teammel, a protokolloknak megfelelően együttműködik.
Infúzió beadása: Gondoskodik a szövetek megfelelő vérátáramlásának, oxigén- és tápanyagellátásának biztosításáról, önállóan dönt az ezt biztosító beavatkozásokról, majd kivitelezi azokat. Folyadékot, elektrolitot pótol intravénásan (perifériás vénás, vagy különösen indokolt esetben centrális vénás) vagy intraosszeálisan (csontba adva).
Súlyos fertőzés esetén: Felismeri a szepszis, súlyos szepszis és szeptikus sokk jeleit, megkezdi a beteg folyadékterápiáját, meningococcaemia gyanújának esetén antibiotikus kezelését, illetve gondoskodik az ellátó team tagjainak antibiotikus profilaxisáról.
Fájdalmat: Mérsékli gyógyszeresen.
Szükség esetén: Vérzést csillapít, végtagot, gerincet rögzít, megkezdi a keringő vérmennyiség optimalizálását, megakadályozza a beteg kihűlését, túlmelegedését. Gondoskodik a hatásos fájdalomcsillapításról, a megfelelő folyadékpótlásról. Katéter segítségével biztosítja a vizelet akadálytalan elvezetésére.
Helyszíni szülés esetén: Szülést önállóan levezet, a komplikációkat felismeri, azok következményeit minimalizálja. Az újszülöttet szakszerűen ellátja, a szülés és születés körüli vészhelyzeteket elhárítja, indokolt esetben kifejtési műfogásokat, epiziotómiát alkalmaz.
A kórházban: 
kórházi körülmények között a műszakvezető szakorvossal együttműködve dönt a beteg kórházi kezelésének szükségességéről, az otthonában szükséges további kezelésről, melyről a beteget részletesen tájékoztatja, az ezt kísérő dokumentációért felelősséget vállal.
Kórházi sürgősségi betegellátóként önállóan képes komplex újraélesztésre csapattagként, csapatvezetőként, észleli és értékeli a betegek vitális paramétereit, a rendelkezésre álló információk alapján azonnali döntéseket hoz.

## Feladatai
A mentőtiszt feladatai a FEOR-08 szerint:
- a mentőápolóval és a gépkocsi vezetőjével együtt kivonulás a beteg vagy sérült személyhez; (esetkocsi)
- ma már léteznek mentőtiszti kocsik (MTK), ami egy kétfős ellátószemélyzetet jelent (mentőgépkocsivezető, aki egyben mentőszakápoló)
  - kórházba nem szállít, hiszen hordágy sincs ezeken az egységeken
  - gyakran párhuzamosan riasztják más mentőegységgel
- a helyszínre érkezés után tájékozódás a beteg állapotáról;
- az eset jellegének megfelelően a beteg vizsgálata, állapotának stabilizálása, gyógykezelése a gyógyintézetbe kerülésig;
- a gyógyintézetbe kerülésig az egészségi állapot megőrzése, illetve javítása;
- a sürgősségi betegellátás körülményei között szükségessé váló orvosi beavatkozások szakszerű és biztonságos ellátása (pl. légútbiztosítás, újraélesztés, vérzéscsillapítás, sebellátás, immobilizáció, gyomormosás, szülés levezetése);
- szükség esetén a beteg beszállítása az ügyeletes kórházba, illetve abba a gyógyintézetbe, amelyre rádión keresztül utasítást ad a központi irányító csoport;
- folyamatos együttműködés és kapcsolattartás a mentőegységgel, valamint a sürgősségi eset jellege által igényelt külső szakmai szervekkel, csoportokkal;
- részvétel a mentőszolgálat által biztosított mozgóőrségeken (sporteseményeken, kulturális rendezvényeken), készenléti ügyeleti szolgálat ellátása;
- mentőápolók munkájának irányítása;
- elsősegélynyújtás oktatása, mentőápolók és mentőgépkocsi-vezetők képzésében és továbbképzésében való részvétel.

Mentőtiszt képességei és autonómiája, kompetenciái:
Képes a sürgősségi betegellátás körülményei között szükségessé váló beavatkozások indikációinak felállítására, szakszerű és biztonságos kivitelezésére, a nemkívánatos következmények megelőzésére, felismerésére és hatásai csökkentésére.
- Képes a megszerzett ismeretek szakszerű alkalmazására valamennyi sürgősségi ellátást igénylő esetben a helyszínen, illetve a sürgősségi betegellátás rendszerében gyógyintézeti keretek között.
- Képes a betegekkel kapcsolatos, szakmai protokollokban meghatározott triázs tevékenységre.
- Képes tömeges balesetek és megbetegedések, illetve katasztrófa helyszínén a kompetenciájába tartozó mentő és szervezési feladatok ellátására.
- Képes a mérgezett beteg ellátásának megkezdésére, a biztonságos betegellátási környezet megteremtésére, a dekontamináció megkezdésére és a beteg definitív ellátásának megszervezésére.
- Képes komplikációmentes szülés levezetésére, a komplikációk felismerésére, azok következményeinek minimalizálására.
- Az újszülöttet szakszerűen ellátja, a szülés és születés körüli vészhelyzeteket elhárítja.
- Képes betegellátó team munkájának a megszervezésére, irányítására, értékelésére és korrekciójára.
- Képes elsősegélynyújtás oktatására, mentőápolók és mentő-gépkocsivezetők képzésében és továbbképzésében való részvételre, továbbá alkalmas oktatási intézményekben folyó elsősegélynyújtó tanfolyamok tartására.
- Képes a kórházi akut ellátói team tagjaként a hospitális sürgősségi ellátásra kompetenciájának megfelelően.
- Képes a tudásának és problémamegoldó képességének önálló fejlesztésére, a szakirodalomban való tájékozódásra, a helyes tudományos következtetések levonására, az aktuális tudományos eredmények betegellátás során történő alkalmazására.
- Halálmegállapítást végez, felismeri a természetes és a rendkívüli halál körülményeit, szükség esetén további intézkedéseket kezdeményez.
- A légút átjárhatóságát műfogásokkal és segédeszközzel biztosítja és fenntartja, a légzést asszisztált módon támogatja, vagy kontrollált módon pótolja, önállóan megválasztja a megfelelő lélegeztetési módot.
- Meghatározott szintű procedurális szedálást, illetve szükség esetén emelt szintű légútbiztosítást végez a mindenkori érvényes protokollok mentén.
- Szívritmuszavart felismer és elhárít gyógyszeres, elektromos beavatkozással (kardioverzió, defibrilláció), indokolt esetben a spontán ingerképzést transztorakális non-invazív pacemaker segítségével pótolja, önállóan felismeri a kardiológiai intervenciós lehetőségek indikációit, az azokkal kapcsolatos betegút-szervezési feladatokat ellátja, a beteg definitív ellátását végző teammel, a protokolloknak megfelelően együttműködik.
- Gondoskodik a szövetek megfelelő vérátáramlásának, oxigén- és tápanyagellátásának biztosításáról, önállóan dönt az ezt biztosító beavatkozásokról, majd kivitelezi azokat.
- A központi és perifériás idegrendszer kórfolyamatait önállóan felismeri, felelősséggel tartozik a betegútért, az életveszélyt és tartós szöveti károsodást önállóan megválasztott beavatkozások kivitelezésével megelőzi.
- Felméri, és felismeri a környezeti veszélyforrásokat, azoktól a beteget, önmagát és a betegellátó-team tagjait védi, az őt érő hatásokat minimalizálja.
- Önállóan képes a sürgősségi ellátást jellemző csoportdiagnózis megalkotására.
- Ennek érdekében a sürgősségi eszköz nélküli, eszközös (így az invazív, laboratóriumi és képalkotó vizsgálatok) indikációs körét felállítja, szakszerűen kivitelezi vagy elvégezteti azokat, a vizsgálatok leleteit önállóan értékeli és értelmezi, az eredményeket szintetizálja.
- Felismerve kórismealkotó lehetőségeinek vagy képességeinek korlátait, szakmai felettesével, orvossal vagy szakorvossal – együttműködés keretében – konzultál, a konzultáció eredményét értelmezi és végrehajtja.
- A beavatkozásai sikertelenségnek, a sürgősségi ellátás jellegzetességéből fakadó korlátainak felismerését követően önálló döntés keretében választ egyéb, rendelkezésére álló betegellátási alternatívák közül.
- Felelős a beteg állapotváltozásának felismeréséért, az állapotromlás megelőzéséért. Ennek érdekében dönt a betegmegfigyelés, monitorozás szükséges módjáról, mértékéről, a szükséges vizsgálatok köréről.
- Megfigyeli vagy megfigyelteti a beteg eszméleti és tudati állapotát, a légutat (annak átjárhatóságát, esetleg veszélyeztetettségét), légzésszámát, légzésmélységét és légzésmintázatát, a beteg bőrét és nyálkahártyáját.
- Elektrokardiogramot készít vagy készíttet, azt önállóan értékeli.
- Rendszeresen méri vagy méreti a beteg oxigénszaturációját, kilégzésvégi szén-dioxid-mennyiségét (EtCO2), artériás vérnyomását, pulzusszámát és pulzuskvalitásait, vércukrát, testének köpeny és maghőmérsékletét.
- Önállóan értékeli az artériás vérgázvizsgálat eredményét, a korrekció szükségességét és annak mértékét.
- Meghatározza, meghatároztatja a beteg tudatállapotának változását, az artériás középnyomást, a beteg fájdalmának intenzitását, a bevitt és ürített folyadék mennyiségét.
- A sürgősségi ellátás tárgykörébe tartozó kórfolyamatok zajlásdinamikájába önállóan megválasztott terápiával beavatkozik.
- Légutat biztosít és tart fenn szupra- és infraglottikus eszközökkel, indokolt esetben konikotómia kivitelezésével.
- Életveszély elhárítása, illetve kialakulásának megakadályozása érdekében a mellüreg és a szívburok detenzionálását elvégzi, mellüregi drenázst és thorakosztómiát végez.
- Folyadékot, elektrolitot pótol intravénás (perifériás vénás, vagy különösen indokolt esetben centrális vénás) vagy intraosszeális úton.
- Felismeri a szepszis, súlyos szepszis és szeptikus sokk jeleit, megkezdi a beteg folyadékterápiáját, meningococcaemia gyanújának esetén antibiotikus kezelését, illetve gondoskodik az ellátó team tagjainak antibiotikus profilaxisáról.
- Gyógyszert juttat vagy juttattat a szervezetbe az érvényes szakmai protokolloknak megfelelő enterális és parenterális úton.
- Fájdalmat csillapít pszichés vezetéssel, gyógyszeresen, hideg, meleg terápiával, az optimális testhelyzet megválasztásával vagy elősegítésével (pozicionálással).
- Kompetenciájának megfelelő fizikális, illetve eszközös vizsgálatot végez, használja az ágymelletti diagnosztikát, értékeli az annak során szerzett adatokat, a prehospitális ellátásban meghatározott kompetenciákat önállóan gyakorolja, a műszakvezető felügyelete mellett meghatározott beavatkozásokat végez, úgymint: intraosszeális út biztosítása, sebellátás, gipsz felhelyezése.
- A fájdalmat gyógyszeresen, eszközösen csillapítja, a beteget szedálja.
- Vérzést csillapít, végtagot, gerincet rögzít, megkezdi a keringő vérmennyiség optimalizálását, megakadályozza a beteg kihűlését, túlmelegedését, a szöveti véráramlás okozta acidózis kialakulásának minimalizálásával, felhelyezi a sérüléseknek megfelelő kötéseket, gondoskodik az aszepszis és antiszepszis szabályainak betartásáról, továbbá a betegellátó team testi épségéről.
- A sérült testhelyzetét megválasztja.
- Gondoskodik a hatásos fájdalomcsillapításról, a megfelelő folyadékpótlásról.
- Katéter segítségével biztosítja a vizelet akadálytalan elvezetését.

attitűdje
- Nyitott és fogékony az egészség- és orvostudomány tudományosan bizonyított szakmai alapjainak megismerésére és alkalmazására.
- Kezdeményezi és elfogadja a csapatszellemű betegellátást, felismeri a kollektív munka értékeit, igényli a döntései kritikáját, törekszik a konzultatív döntéshozatalra.
- Nyitott a szakmai konzultációra, a betegellátókkal kommunikációt kezdeményez, annak eredményét értékeli és nyitott az alternatíva befogadására.
- Igényli a szakmai fejlődést, nyitott az új tudományos eredmények befogadására, törekszik azok megismerésére.
- A bajbajutott beteghez empátiával viszonyul, fontosnak tartja a kommunikációt, felismeri a beteg ez irányú szükségleteit és igényét.
- Elkötelezett a minőségi betegellátó tevékenység iránt, saját és kollégái munkáját indokolt esetben, az ennek történő megfelelés érdekében kritikával illeti.
- Vállalja a szakismeretek széles körben történő terjesztését (public notification), az egészségpropagandát, a betegtájékoztatást.

autonómiája és felelőssége
- A beteg életét közvetve vagy közvetlenül veszélyeztető kórfolyamatokba, azok felismerését követően késlekedés nélkül önállóan beavatkozik, ennek keretében életmentő beavatkozásokat végez, az életkori sajátosságok figyelembevételével.
- Komplex újraélesztést végez, egységvezetőként vezet.
- A sérültet önállóan ellátja, a sérült testtájékot szakszerűen rögzíti, immobilizálja.
- Az égett beteget önállóan ellátja: meghatározza az égés kiterjedését, súlyosságát.
- A légúti égést időben felismeri, fennállása esetén a beteget szakszerűen ellátja.
- Törekszik az égéssel összefüggő fertőzések és szövődmények megelőzésére.
- Toxikológiai beteg sürgősségi ellátását toxidrómoknak megfelelően megkezdi, különös tekintettel a dekontaminációra, az antidótumok alkalmazására, továbbá a vitális funkciók fenntartására.
- Felelős a betegellátó team testi épségének megőrzéséért.
- Szülést önállóan levezet, a komplikációkat felismeri, azok következményeit minimalizálja.
- Az újszülöttet szakszerűen ellátja, a szülés és születés körüli vészhelyzeteket elhárítja, indokolt esetben kifejtési műfogásokat, epiziotómiát alkalmaz.
- A helyszíni ellátás keretében önállóan, kórházi körülmények között a műszakvezető szakorvossal együttműködve dönt a beteg kórházi kezelésének szükségességéről, az otthonában szükséges további kezelésről, melyről a beteget részletesen tájékoztatja, az ezt kísérő dokumentációért felelősséget vállal.
- Kórházi sürgősségi betegellátóként önállóan képes komplex újraélesztésre csapattagként, csapatvezetőként, észleli és értékeli a betegek vitális paramétereit, a rendelkezésre álló információk alapján azonnali döntéseket hoz.